# Amphelasma
Amphelasma — род жуков семейства листоедов подсемейства козявок, относящийся к трибе Luperini.
Род был впервые научно описан в 1947 году американским энтомологом Гербертом Барбером. Виды, выделенные в данный род, ранее относили к родам Galleruca и Diabrotica.
Ареал представителей рода ограничен Центральной и севером Южной Америки.

## Список видов
Род Amphelasma включает 11 известных видов и 2 подвида:
- Amphelasma cavum (Say, 1835) [=Galleruca cavum Say, 1835]
  - Amphelasma cavum cavum (Say, 1835) [=Galleruca cavum Say, 1835]
  - Amphelasma cavum vicinum (Jacoby, 1887) [=Galleruca cavum Jacoby, 1887]
- Amphelasma decoratum (Jacoby, 1887) [=Diabrotica decoratum Jacoby, 1887]
- Amphelasma granulatum (Jacoby, 1887) [=Diabrotica granulatum Jacoby, 1887]
- Amphelasma junctolineum (Bowditch, 1911) [=Diabrotica junctolineum Bowditch, 1911]
- Amphelasma maculicolle (Jacoby, 1887) [=Diabrotica maculicolle Jacoby, 1887]
- Amphelasma nigrolineatum (Jacoby, 1878) [=Diabrotica nigrolineatum Jacoby, 1878]
- Amphelasma sexlineatum (Jacoby, 1887) [=Diabrotica sexlineatum Jacoby, 1887]
- Amphelasma smithi (Jacoby, 1892) [=Diabrotica smithi Jacoby, 1892]
- Amphelasma trilineatum (Jacoby, 1887) [=Diabrotica trilineatum Jacoby, 1887]
- Amphelasma unilineatum (Jacoby, 1887) [=Diabrotica unilineatum Jacoby, 1887]
- Amphelasma unistriatum (Jacoby, 1887) [=Diabrotica unistriatum Jacoby, 1887]